# チャガシラガビチョウ
チャガシラガビチョウ（茶頭画眉鳥、学名: Garrulax mitratus）は、スズメ目、チメドリ科ガビチョウ亜科またはガビチョウ科 (Leiothrichidae) に属する鳥類の1種。

## 分布
インドネシアおよびマレーシアに分布する。自然生息地は、亜熱帯または熱帯の湿性低地林および湿性山地林である。
ボルネオ島北部に生息するボルネオチャガシラガビチョウ (Garrulax treacheri) は、これまで本種の1亜種 (Garrulax mitratus treacheri) と考えられていた。また同じくボルネオ島に分布する2亜種が、ボルネオチャガシラガビチョウの亜種 G. treacheri damnatus および G. treacheri griswoldi に分類されている。

## 亜種
- Garrulax mitratus major - マレー半島に生息する[2]。
- Garrulax mitratus mitratus - スマトラ島に生息する[2]。